# Rallye du Mexique 2019
Le Rallye de Mexique 2019 est la 3e manche du championnat du monde des rallyes 2019. Il se déroule du 7 au 10 mars 2019 sur 21 épreuves spéciales. Alors que c'est sa troisième apparition avec une Citroën C3 WRC, le duo Sébastien Ogier et Julien Ingrassia s'impose pour la cinquième fois au Mexique et engrange le maximum de points possibles avec 30 unités.

## Présentation
| Date                | no   | Nom de la spéciale       | Distance |
| ------------------- | ---- | ------------------------ | -------- |
| 7 mars              | —    | Llano Grande [Shakedown] | 5.31 km  |
| Étape 1 — 115,33 km |      |                          |          |
| 7 mars              | ES1  | Street Stage GTO         | 1.14 km  |
| 8 mars              | ES2  | El Chocolate 1           | 31,57 km |
| 8 mars              | ES3  | Ortega 1                 | 17,28 km |
| 8 mars              | ES4  | Street Stage Leon 1      | 1,11 km  |
| 8 mars              | ES5  | El Chocolate 2           | 31,57 km |
| 8 mars              | ES6  | Ortega 2                 | 17,28 km |
| 8 mars              | ES7  | Las Minas                | 10,72 km |
| 8 mars              | ES8  | V-Power Shell Stage 3    | 2,33 km  |
| 8 mars              | ES9  | V-Power Shell Stage 4    | 2,33 km  |
| Étape 2 — 138,37 km |      |                          |          |
| 9 mars              | ES10 | Guanajuatito 1           | 25,90 km |
| 9 mars              | ES11 | Otates 1                 | 32,27 km |
| 9 mars              | ES12 | El Brinco 1              | 8,13 km  |
| 9 mars              | ES13 | Guanajuatito 2           | 25,90 km |
| 9 mars              | ES14 | Otates 2                 | 32,27 km |
| 9 mars              | ES15 | El Brinco 2              | 8,13 km  |
| 9 mars              | ES16 | V-Power Shell Stage 3    | 2,33 km  |
| 9 mars              | ES17 | V-Power Shell Stage 4    | 2,33 km  |
| 9 mars              | ES18 | Street Stage Leon 2      | 1,11 km  |
| Étape 3 — 60,17 km  |      |                          |          |
| 10 mars             | ES19 | Alfaro                   | 24,38 km |
| 10 mars             | ES20 | Mesa Cuata               | 25,07 km |
| 10 mars             | ES21 | Las Minas [Power stage]  | 10,72 km |

## Engagés
| no | Engagé                  | Catégorie | Pilote                  | Copilote            | Voiture               | Pneus |
| -- | ----------------------- | --------- | ----------------------- | ------------------- | --------------------- | ----- |
| 1  | Citroën Total WRT       | WRC       | Sébastien Ogier         | Julien Ingrassia    | Citroën C3 WRC        | M     |
| 3  | M-Sport Ford WRT        | WRC       | Teemu Suninen           | Marko Salminen      | Ford Fiesta WRC       | M     |
| 4  | Citroën Total WRT       | WRC       | Esapekka Lappi          | Janne Ferm          | Citroën C3 WRC        | M     |
| 5  | Toyota Gazoo Racing WRT | WRC       | Kris Meeke              | Sebastian Marshall  | Toyota Yaris WRC      | M     |
| 6  | Hyundai Shell Mobis WRT | WRC       | Dani Sordo              | Carlos Del Barrio   | Hyundai i20 Coupe WRC | M     |
| 8  | Toyota Gazoo Racing WRT | WRC       | Ott Tänak               | Martin Järveoja     | Toyota Yaris WRC      | M     |
| 10 | Toyota Gazoo Racing WRT | WRC       | Jari-Matti Latvala      | Miikka Anttila      | Toyota Yaris WRC      | M     |
| 11 | Hyundai Shell Mobis WRT | WRC       | Thierry Neuville        | Nicolas Gilsoul     | Hyundai i20 Coupe WRC | M     |
| 33 | M-Sport Ford WRT        | WRC       | Elfyn Evans             | Scott Martin        | Ford Fiesta WRC       | M     |
| 89 | Hyundai Shell Mobis WRT | WRC       | Andreas Mikkelsen       | Anders Jæger        | Hyundai i20 Coupe WRC | M     |
| 21 | M-Sport Ford WRT        | WRC-2 Pro | Łukasz Pieniążek        | Kamil Heller        | Ford Fiesta R5        | M     |
| 41 | Benito Guerra jr.       | WRC-2     | Benito Guerra jr.       | Jaime Zapata Ortega | Škoda Fabia R5 (en)   | M     |
| 42 | Marco Bulacia Wilkinson | WRC-2     | Marco Bulacia Wilkinson | Fabian Cretu        | Škoda Fabia R5 (en)   | M     |
| 43 | Pedro Heller            | WRC-2     | Pedro Heller            | Pablo Olmos         | Ford Fiesta R5        | M     |
| 44 | Alberto Heller          | WRC-2     | Alberto Heller          | José Luis Díaz      | Ford Fiesta R5        | M     |

| Clé       | Clé                                                                             |
| Icône     | Classe                                                                          |
| --------- | ------------------------------------------------------------------------------- |
| WRC       | Engagés WRC éligibles pour marquer des points au classement constructeurs       |
| WRC       | Engagés majeurs inéligibles pour marquer des points au classement constructeurs |
| WRC-2 Pro | Enregistrés pour marquer des points dans le championnat WRC-2 Pro               |
| WRC-2     | Enregistrés pour marquer des points dans le championnat WRC-2                   |

## Déroulement de l’épreuve
Le rallye débute le jeudi par une super spéciale tracée dans le centre-ville de Guanajuato et remportée par Esapekka Lappi. Elle a néanmoins été interrompue avant le passage des derniers pilotes à cause d'une rampe endommagée et dangereuse sur le parcours, pilotes qui reçoivent par suite un temps forfaitaire.
La journée de vendredi comprend une boucle de deux spéciales à parcourir à deux reprises, trois supers spéciales, et un passage dans la spéciale de Las Minas. Après un début de saison difficile, Andreas Mikkelsen s'illustre d'entrée en remportant la longue spéciale d'El Chocolate. C'est la soupe à la grimace en revanche pour Teemu Suninen dont le rallye s'arrête déjà avec une voiture endommagée après s'être fait piéger dans une section étroite. Ott Tänak et Thierry Neuville souffrent eux de leur position sur la route, concédant respectivement 21 s 4 et 44 s 1, le Belge ayant été de plus handicapé par une crevaison après avoir heurté une pierre. Ils subissent à nouveau dans la deuxième spéciale où Sébastien Ogier signe le scratch. Mikkelsen remporte la super spéciale qui suit et reste en tête à la pause avec 1 s 6 d'avance sur Ogier et 2 s 7 sur Sordo.
L'après-midi débute avec le second passage dans El Chocolate et un nouvel abandon. Mikkelsen, meneur jusque-là, est victime d'une grosse pierre qui casse sa suspension. Ogier s'empare ainsi du commandement tout en signant le meilleur chrono. Le Français continue sur sa lancée en remportant l'ES6 durant laquelle son coéquipier Lappi s'est fait une frayeur avec un 360° sans casse. Tänak, qui souffrait jusqu'ici, s'impose dans l'ES7 malgré le balayage. D'autres pilotes y sont moins en réussite, à l’instar d'Ogier qui perd du temps à cause d'une crevaison, et surtout avec Sordo qui voit sa belle journée stoppée par un souci électrique. Le rallye du Mexique est dur pour la mécanique, la preuve en est que Latvala est lui aussi arrêté un peu plus tard par un souci électrique ! La journée se termine avec deux passages dans une super spéciale qui créent peu d'écarts entre les six WRC rescapées. Ainsi, vendredi soir, c'est Ogier qui mène, 14 s 8 devant Elfyn Evans, 21 s 1 sur Kris Meeke et près de 40 s sur Tänak et Lappi, tandis que Neuville est à 1 minute.
La journée de samedi est la plus longue du rallye et propose une boucle de trois spéciales à parcourir deux fois puis trois supers spéciales. Les rebondissements sont toujours au rendez-vous. En effet, Lappi perd l’arrière de sa C3 dans un virage à gauche peu avant l'arrivée de la première spéciale et se retrouve bloqué. Cela amène le directeur de course à interrompre l'ES et à octroyer un temps forfaitaire à certains pilotes. C'est ainsi Meeke qui signe le scratch avec plus de 20 s d'avance sur Ogier à qui il ravit le leadership. Cependant, il l'égare dans l'ES suivante en perdant plus d’une minute en raison d’une crevaison à l’arrière-droit. Ogier reprend ainsi la tête pendant que Latvala signe le meilleur temps, ce qu'il réédite en compagnie du Gapençais lors de l'ES12. Meeke y évolue au ralenti en raison de dégâts sur sa suspension à la suite de sa crevaison, et pointe à la pause à plus de 3 minutes d'Ogier, qui possède lui 19 s 2 d'avance sur Evans, 41 s 0 sur Tänak et près de 1 min 20 sur Neuville.
L'après-midi commence avec l’ES13 qui offre une image rare : Mikkelsen se retrouve en effet devant un portail fermé, obligeant son copilote Anders Jæger à sortir de la voiture pour l'ouvrir. Ogier lui continue sa prestation et signe le scratch avec plus de 3 s d'avance sur la concurrence. Tänak remporte la spéciale suivante, et se rapproche d'Evans, ce dernier, en difficulté avec ses pneus durs, lui ayant concédé 16 s 6. L'Estonien s'impose aussi dans l'ES15, pendant que son coéquipier Meeke y manque un virage. Les trois supers spéciales du soir sont remportées par les trois pilotes Hyundai et voient Ogier se faire une frayeur en percutant un mur de pneus, la faute à un souci de différentiel. Le Français est toujours en tête toutefois samedi soir, 27 s 0 devant Evans. Le podium est complété par Tänak qui n’est plus qu'à 2 s 2 du Gallois.
L'ultime journée du rallye ne propose que trois spéciales et débute avec une ES19 raccourcie. Cela n'empêche pas Tänak de signer le scratch avec Evans à 4 s 2 et donc de s'emparer de la deuxième place qu'il conforte en remportant l’ES20 avec 5 s 2 d'avance sur le Gallois. Vient alors la dernière spéciale qui est remportée par Sébastien Ogier d'un cheveu devant Meeke, tandis que Tänak ne score aucun point supplémentaire en raison d'une crevaison lente. Navigué par Julien Ingrassia, le duo français achève de ce fait son cinquième rallye du Mexique victorieux en beauté en engrangeant le maximum de points possibles avec 30 unités, réalisant une très bonne opération au championnat puisque l'écart avec la paire estonienne meneuse passe de 16 à 4 points. Cette dernière termine l'épreuve deuxième à 30 s 2 et ce malgré le balayage initial. Le podium est complété par Elfyn Evans à 49 s 9, suivent Neuville à plus d'une minute et Meeke à plus de six. La sixième place revient au vainqueur du WRC-2 Beníto Guerra qui précède le deuxième de la catégorie Marco Bulacia Wilkinson ainsi que les pilotes WRC repartis en Rally2 Latvala et Sordo. Ricardo Triviño complète le top 10, suivi du vainqueur du WRC-2 Pro Łukasz Pieniążek.

## Résultats

### Classement final
| Pos.               | no  | Pilote                  | Copilote            | Équipe                  | Voiture               | Classe    | Temps     | Diff.      | Points |
| ------------------ | --- | ----------------------- | ------------------- | ----------------------- | --------------------- | --------- | --------- | ---------- | ------ |
| Classement général |     |                         |                     |                         |                       |           |           |            |        |
| 1                  | 1   | Sébastien Ogier         | Julien Ingrassia    | Citroën Total WRT       | Citroën C3 WRC        | WRC       | 3:37:08.0 | -          | 30     |
| 2                  | 8   | Ott Tänak               | Martin Järveoja     | Toyota GAZOO Racing WRT | Toyota Yaris WRC      | WRC       | 3:37:38.2 | +30.2      | 18     |
| 3                  | 33  | Elfyn Evans             | Scott Martin        | M-Sport Ford WRT        | Ford Fiesta WRC       | WRC       | 3:37:57.9 | +49.9      | 15     |
| 4                  | 11  | Thierry Neuville        | Nicolas Gilsoul     | Hyundai Shell Mobis WRT | Hyundai i20 Coupe WRC | WRC       | 3:38:35.0 | +1:27.0    | 16     |
| 5                  | 5   | Kris Meeke              | Sebastian Marshall  | Toyota Gazoo Racing WRT | Toyota Yaris WRC      | WRC       | 3:43:14.2 | +6:06.2    | 14     |
| 6                  | 41  | Benito Guerra           | Jaime Zapata Ortega | Benito Guerra           | Škoda Fabia R5 (en)   | WRC-2     | 3:52:43.5 | +15:35.5   | 8      |
| 7                  | 42  | Marco Bulacia Wilkinson | Fabian Cretu        | Marco Bulacia Wilkinson | Škoda Fabia R5 (en)   | WRC-2     | 3:55:59.5 | +18:51.5   | 6      |
| 8                  | 10  | Jari-Matti Latvala      | Miikka Anttila      | Toyota Gazoo Racing WRT | Toyota Yaris WRC      | WRC       | 3:56:03.9 | +18:55.9   | 4      |
| 9                  | 6   | Dani Sordo              | Carlos Del Barrio   | Hyundai Shell Mobis WRT | Hyundai i20 Coupe WRC | WRC       | 3:59:52.1 | +22:44.1   | 4      |
| 10                 | 81  | Ricardo Triviño         | Marc Martí          | Ricardo Triviño         | Škoda Fabia R5 (en)   | -         | 4:03:29.7 | +26:21.7   | 1      |
| ...                | ... | ...                     | ...                 | ...                     | ...                   | ...       | ...       | ...        | ...    |
| 13                 | 4   | Esapekka Lappi          | Janne Ferm          | Citroën Total WRT       | Citroën C3 WRC        | WRC       | 4:40:48.5 | +1:03:40.5 | 1      |
| WRC-2 Pro          |     |                         |                     |                         |                       |           |           |            |        |
| 1 (11.)            | 21  | Łukasz Pieniążek        | Kamil Heller        | M-Sport Ford WRT        | Ford Fiesta R5        | WRC-2 Pro | 4:22:31.1 | -          | 25     |
| WRC-2              |     |                         |                     |                         |                       |           |           |            |        |
| 1 (6.)             | 41  | Benito Guerra           | Jaime Zapata Ortega | Benito Guerra           | Škoda Fabia R5 (en)   | WRC-2     | 3:52:43.5 | -          | 25     |
| 2 (7.)             | 42  | Marco Bulacia Wilkinson | Fabian Cretu        | Marco Bulacia Wilkinson | Škoda Fabia R5 (en)   | WRC-2     | 3:55:59.5 | +3:16.0    | 18     |
| 3 (12.)            | 44  | Alberto Heller          | José Luis Díaz      | Alberto Heller          | Ford Fiesta R5        | WRC-2     | 4:29:50.2 | +37:06.7   | 15     |

### Spéciales chronométrées
| WRC     |      |                          |          |                                    |                                        |         |                   |
| Date    | no   | Nom de la spéciale       | Distance | Vainqueur                          | Voiture                                | Temps   | Meneur            |
| 7 mars  | -    | Llano Grande (Shakedown) | 5.31 km  | Kris Meeke                         | Toyota Yaris WRC                       | 3:44.2  | -                 |
| 7 mars  | ES1  | Street Stage GTO         | 1.14 km  | Esapekka Lappi                     | Citroën C3 WRC                         | 1:00.6  | Esapekka Lappi    |
| 8 mars  | ES2  | El Chocolate 1           | 31.57 km | Andreas Mikkelsen                  | Hyundai i20 Coupe WRC                  | 23:50.6 | Andreas Mikkelsen |
| 8 mars  | ES3  | Ortega 1                 | 17.28 km | Sébastien Ogier                    | Citroën C3 WRC                         | 9:29.0  | Andreas Mikkelsen |
| 8 mars  | ES4  | Street Stage León 1      | 1.11 km  | Andreas Mikkelsen                  | Hyundai i20 Coupe WRC                  | 1:04.9  | Andreas Mikkelsen |
| 8 mars  | ES5  | El Chocolate 2           | 31.57 km | Sébastien Ogier                    | Citroën C3 WRC                         | 23:35.0 | Sébastien Ogier   |
| 8 mars  | ES6  | Ortega 2                 | 17.28 km | Sébastien Ogier                    | Citroën C3 WRC                         | 9:22.3  | Sébastien Ogier   |
| 8 mars  | ES7  | Las Minas                | 10.72 km | Ott Tänak                          | Toyota Yaris WRC                       | 6:43.4  | Sébastien Ogier   |
| 8 mars  | ES8  | V-Power Shell Stage 1    | 2.33 km  | Sébastien Ogier                    | Citroën C3 WRC                         | 1:39.0  | Sébastien Ogier   |
| 8 mars  | ES9  | V-Power Shell Stage 2    | 2.33 km  | Ott Tänak Thierry Neuville         | Toyota Yaris WRC Hyundai i20 Coupe WRC | 1:38.3  | Sébastien Ogier   |
| 9 mars  | ES10 | Guanajuatito 1           | 25.90 km | Kris Meeke                         | Toyota Yaris WRC                       | 17:44.9 | Kris Meeke        |
| 9 mars  | ES11 | Otates 1                 | 32.27 km | Jari-Matti Latvala                 | Toyota Yaris WRC                       | 24:42.6 | Sébastien Ogier   |
| 9 mars  | ES12 | El Brinco 1              | 8.13 km  | Sébastien Ogier Jari-Matti Latvala | Citroën C3 WRC Toyota Yaris WRC        | 4:40.0  | Sébastien Ogier   |
| 9 mars  | ES13 | Guanajuatito 2           | 25.90 km | Sébastien Ogier                    | Citroën C3 WRC                         | 17:33.6 | Sébastien Ogier   |
| 9 mars  | ES14 | Otates 2                 | 32.27 km | Ott Tänak                          | Toyota Yaris WRC                       | 24:25.2 | Sébastien Ogier   |
| 9 mars  | ES15 | El Brinco 2              | 8.13 km  | Ott Tänak                          | Toyota Yaris WRC                       | 4:36.6  | Sébastien Ogier   |
| 9 mars  | ES16 | V-Power Shell Stage 3    | 2.33 km  | Andreas Mikkelsen                  | Hyundai i20 Coupe WRC                  | 1:39.4  | Sébastien Ogier   |
| 9 mars  | ES17 | V-Power Shell Stage 4    | 2.33 km  | Thierry Neuville                   | Hyundai i20 Coupe WRC                  | 1:38.5  | Sébastien Ogier   |
| 9 mars  | ES18 | Street Stage León 2      | 1.11 km  | Dani Sordo                         | Hyundai i20 Coupe WRC                  | 1:04.4  | Sébastien Ogier   |
| 10 mars | ES19 | Alfaro                   | 24.38 km | Ott Tänak                          | Toyota Yaris WRC                       | 13:52.6 | Sébastien Ogier   |
| 10 mars | ES20 | Mesa Cuata               | 25.07 km | Ott Tänak                          | Toyota Yaris WRC                       | 19:18.8 | Sébastien Ogier   |
| 10 mars | ES21 | Las Minas (Power Stage)  | 10.72 km | Sébastien Ogier                    | Citroën C3 WRC                         | 6:30.4  | Sébastien Ogier   |

### Super spéciale
La super spéciale est une spéciale de 10,72 km courue à la fin du rallye. Elle est remportée par Sébastien Ogier, ce qui lui permet d'engranger le maximum de points possibles avec 30 unités.
| Pos. | Pilote           | Copilote           | Voiture               | Temps  | Diff. | Pts. |
| ---- | ---------------- | ------------------ | --------------------- | ------ | ----- | ---- |
| 1    | Sébastien Ogier  | Julien Ingrassia   | Citroën C3 WRC        | 6:30.4 | -     | 5    |
| 2    | Kris Meeke       | Sebastian Marshall | Toyota Yaris WRC      | 6:30.5 | +0.1  | 4    |
| 3    | Thierry Neuville | Nicolas Gilsoul    | Hyundai i20 Coupe WRC | 6:31.0 | +0.6  | 3    |
| 4    | Dani Sordo       | Carlos Del Barrio  | Hyundai i20 Coupe WRC | 6:35.3 | +4.9  | 2    |
| 5    | Esapekka Lappi   | Janne Ferm         | Citroën C3 WRC        | 6:35.4 | +5.0  | 1    |